# Potasznia (województwo lubelskie)
Potasznia – wieś w Polsce, położona w województwie lubelskim, w powiecie krasnostawskim, w gminie Rudnik.
W latach 1975–1998 wieś położona była w województwie zamojskim.
Wieś wchodzi w skład sołectwa Suszeń w gminie Rudnik. Według Narodowego Spisu Powszechnego (III 2011 r.) wieś liczyła 115 mieszkańców.
Według Słownika geograficznego Królestwa Polskiego z roku 1887 wieś nosiła nazwę Potażnia.
Wierni Kościoła rzymskokatolickiego należą do parafii św. Stanisława Biskupa i Męczennika w Gorzkowie.